# کورن‌ولز هایتس-ادینگتون (پنسیلوانیا)
کورن‌ولز هایتس-ادینگتون (به انگلیسی: Cornwells Heights-Eddington) یک حوزه سرشماری در ایالات متحده آمریکا است که در پنسیلوانیا قرار دارد. کورن‌ولز هایتس ۳٬۴۰۶ نفر جمعیت دارد.